# Cephalodella limosa
Cephalodella limosa är en hjuldjursart som beskrevs av Wulfert 1937. Cephalodella limosa ingår i släktet Cephalodella och familjen Notommatidae. Arten är reproducerande i Sverige. Inga underarter finns listade i Catalogue of Life.